# Église des Ursulines de Linz

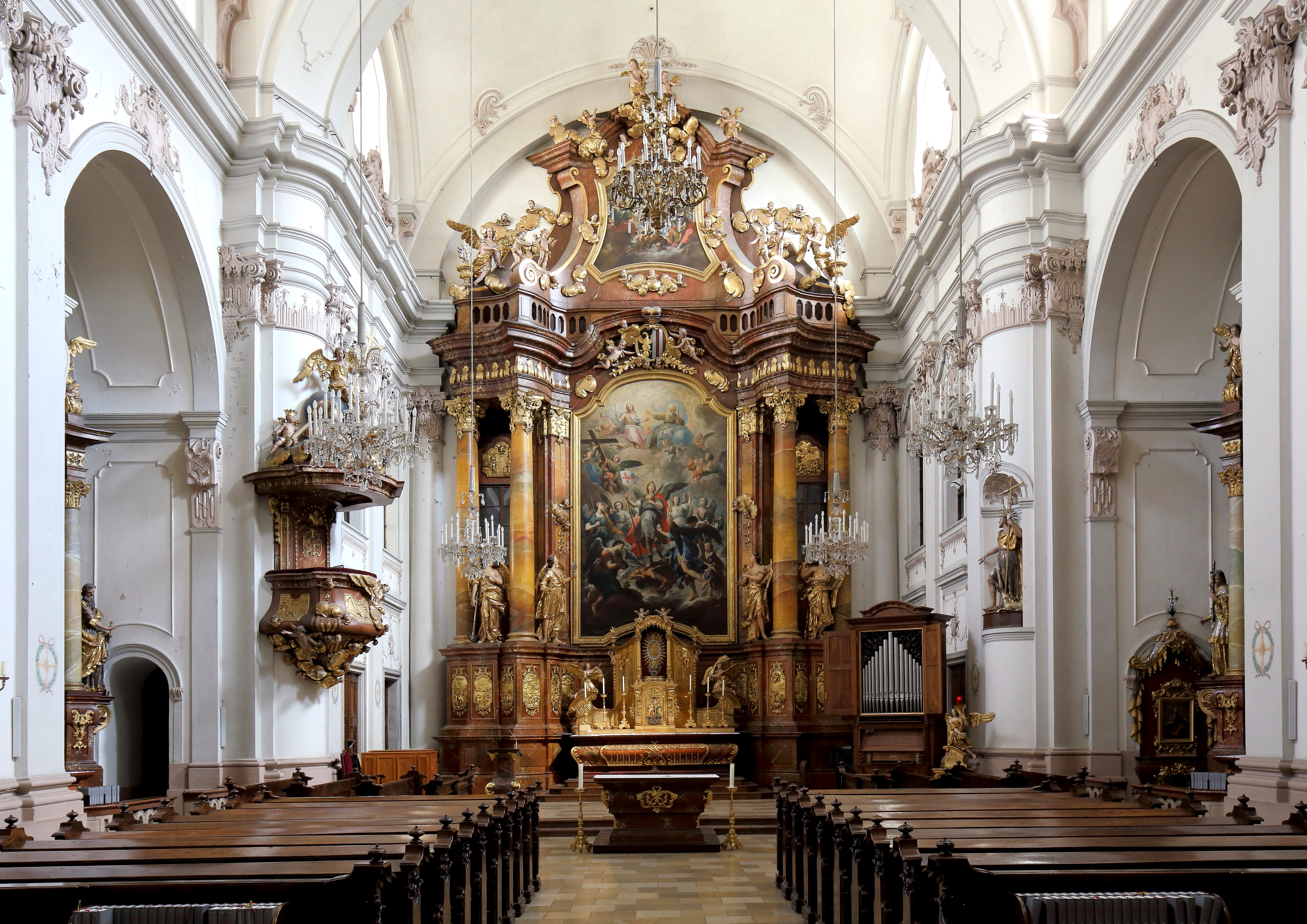
Maître-autel

L'église catholique romaine des Ursulines à Linz en Autriche, consacrée à l'archange Michel, a été construite entre 1736 et 1772 avec deux tours et une façade de style baroque tardif. Elle a été consacrée en 1757. La conception remonte à l'architecte Johann Haslinger.
L'ancien monastère est attenant, aujourd'hui le centre culturel Ursulinenhof.

## Bâtiment
À l'intérieur il y a des œuvres d'art et de nombreux retables de Bartolomeo Altomonte.
Le maître-autel conçu par Johann Matthias Krinner a été érigé en 1741. La peinture du maître-autel des années 1738-1740 vient de Martino Altomonte. Il montre le patron de l'église, l'archange Michel, au centre. Devant elle, les archanges Gabriel et Raphaël sont représentés, l'ange Uriel peut également être vu.
La chaire en baroque tardif de 1740 montre les bas-reliefs Raphaël accompagne Tobie, le rêve de Jacob de l'échelle de l'ange et le sacrifice des parents de Samson sur la corbeille incurvée. L'abat-voix avec une puissante structure de figures avec des putti comme allégories montre les quatre parties du monde alors connues, l'Europe, l'Asie, l'Afrique et l'Amérique et, comme couronne, des anges assis sur un globe avec une croix et un ostensoir.
L'église des Ursulines était autrefois l'église du monastère des Ursulines et a servi d'église d'art et de concert depuis sa restauration en 1985. C'est aussi l'église paroissiale du Forum St. Severin (Association académique catholique du diocèse de Linz).

## Orgue

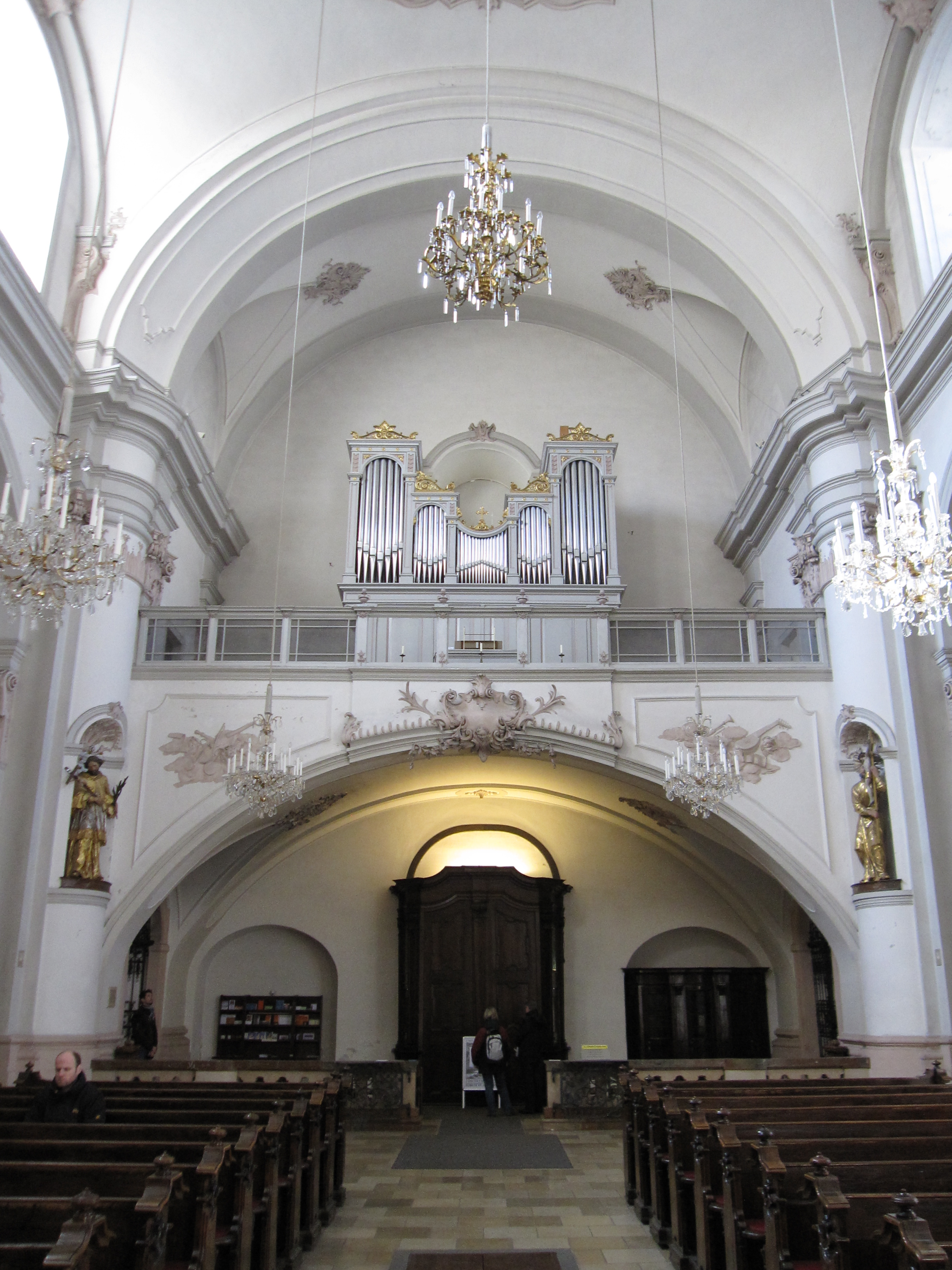
Vue de l'orgue

L'orgue de l'église des Ursulines a été construit en 1876 par le facteur d'orgues Franz Sales Ehrlich et restauré en 2006 par Orgelbau Kuhn de Männedorf, en Suisse. L'instrument a 18 registres sur deux claviers et un pédalier. Les actions de lecture et d'arrêt sont mécaniques .

## Littérature
- Dehio Linz 2009, Banlieue supérieure et inférieure, Église dite des Ursulines Saint-Michel, pp. 212-216.
- Église des Ursulines Saint-Michel. P. 18-19. Dans : Christoph Freilinger, Martina Gelsinger : Églises à Linz. Guide d'art, Décanat de la région de Linz en coopération avec le Département d'art du diocèse de Linz, Linz 2009.